# Saint-Vincent-sur-Jabron
Saint-Vincent-sur-Jabron település Franciaországban, Alpes-de-Haute-Provence megyében. Lakosainak száma 168 fő (2022. január 1.). Saint-Vincent-sur-Jabron Châteauneuf-Miravail, Curel, Lardiers, Noyers-sur-Jabron, Saint-Étienne-les-Orgues és Éourres községekkel határos.

## Népesség
A település népessége az elmúlt években az alábbi módon változott:
| Lakosok száma | 148  | 132  | 151  | 186  | 218  | 199  | 191  | 177  | 170  | 168  |
|               | 1968 | 1982 | 1990 | 2006 | 2013 | 2015 | 2017 | 2019 | 2020 | 2022 |